# Basilepta nattoriae
Basilepta nattoriae es un coleóptero de la familia Chrysomelidae.
Fue descrita científicamente por primera vez en 1983 por Takizawa.